# Liste d'étoiles rouges
 (décembre 2024).
Cette liste d'étoiles rouges non exhaustive mais aussi représentative que possible répertorie les différents usages de ce symbole visuel qui peut être décoratif, héraldique, commercial, sportif ou politique.

## Anciens drapeaux et emblèmes

Drapeau de la Californie en 1836.
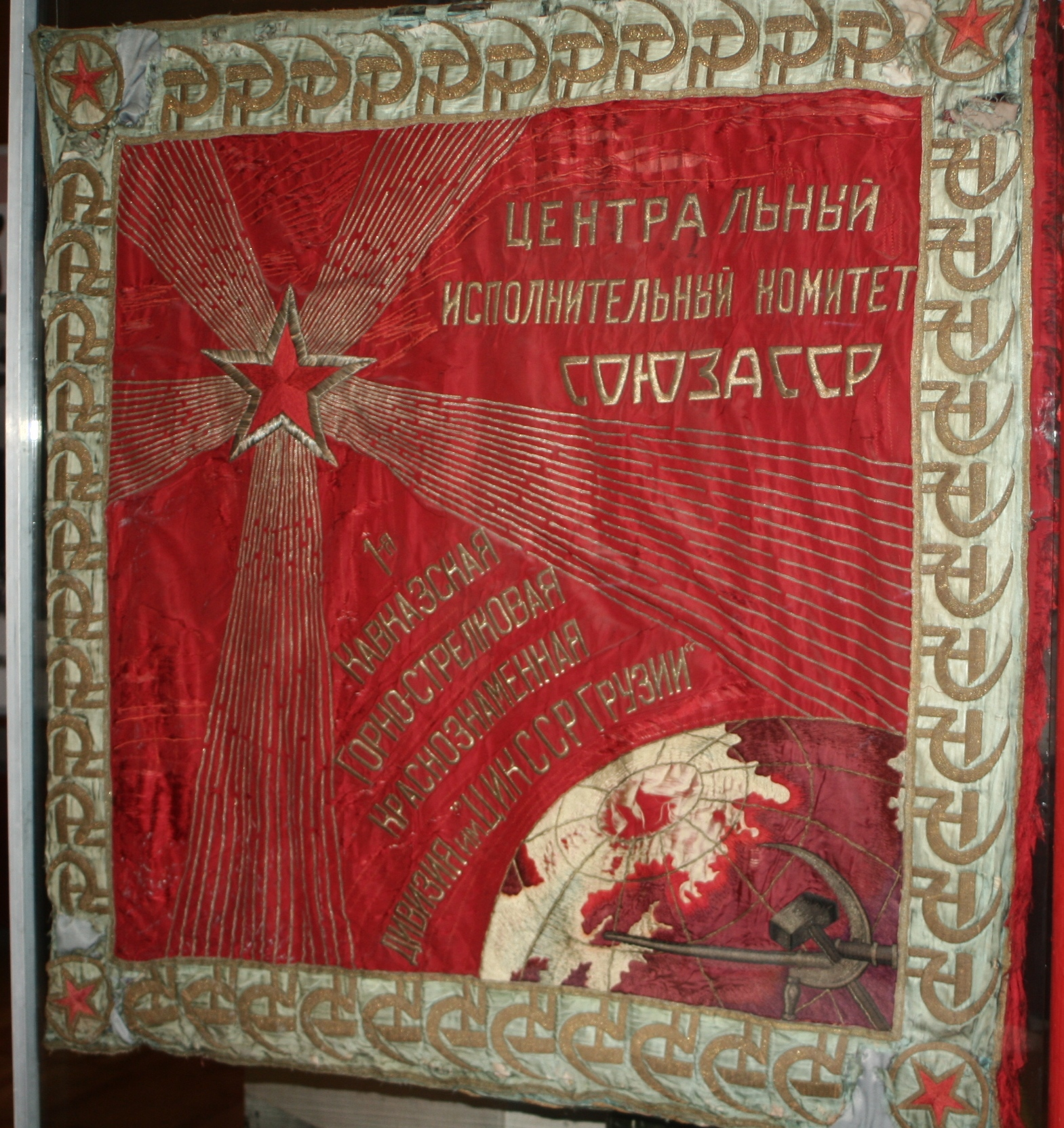
Drapeau de l'Armée Rouge (1918).
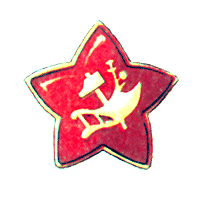
Insigne de l'Armée Rouge (1918)
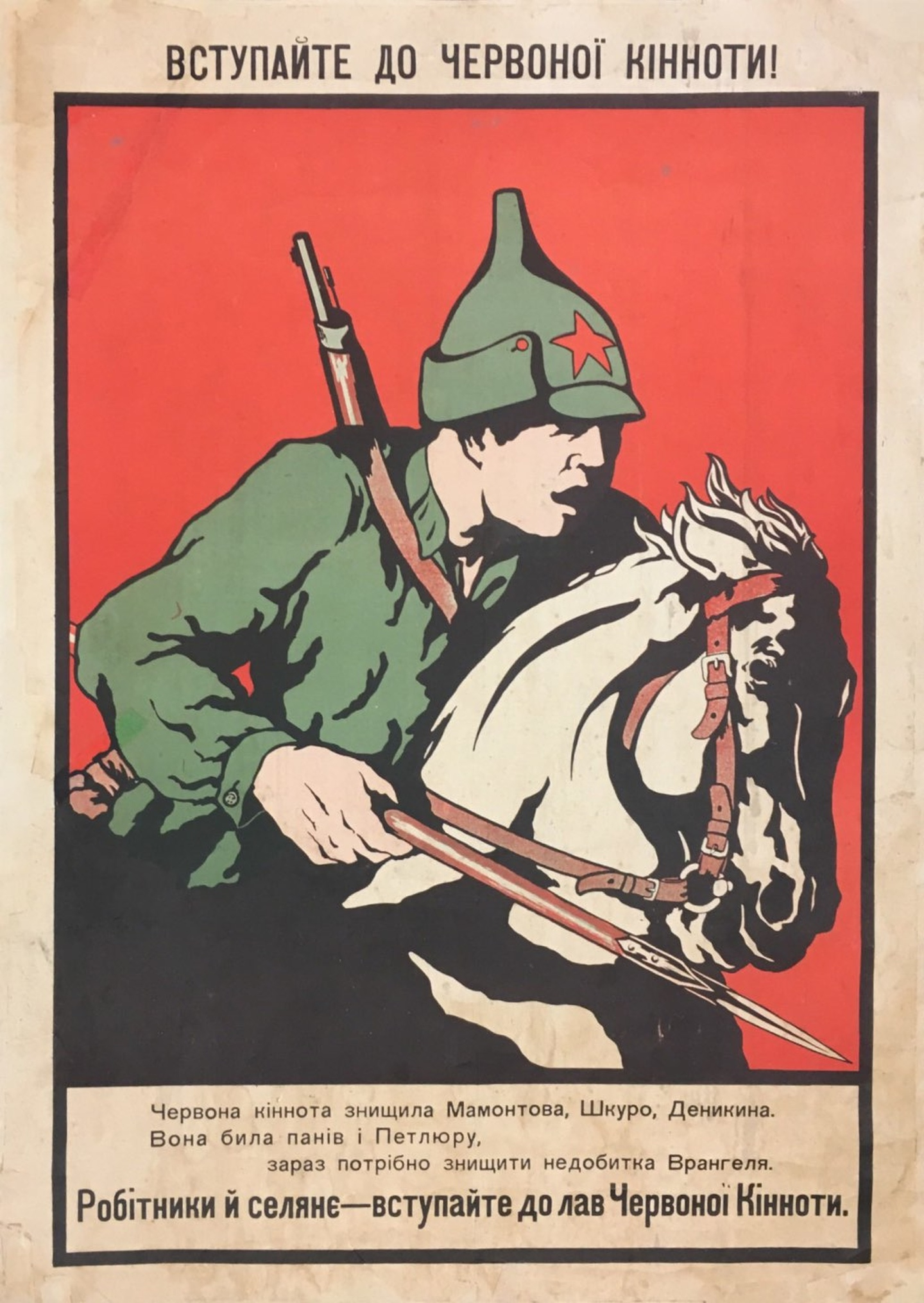
Cavalier de l'Armée Rouge (1920).
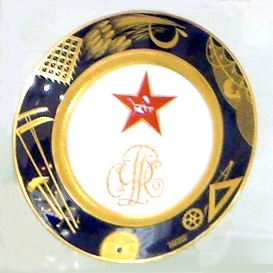
Assiette soviétique de la Stavka (1921).
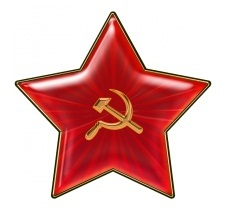
Insigne de l'Armée Rouge (1922).
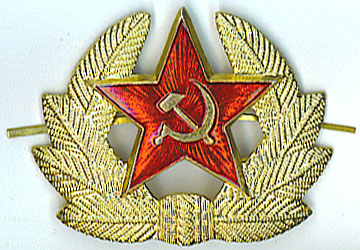
Insigne de casquette soviétique.
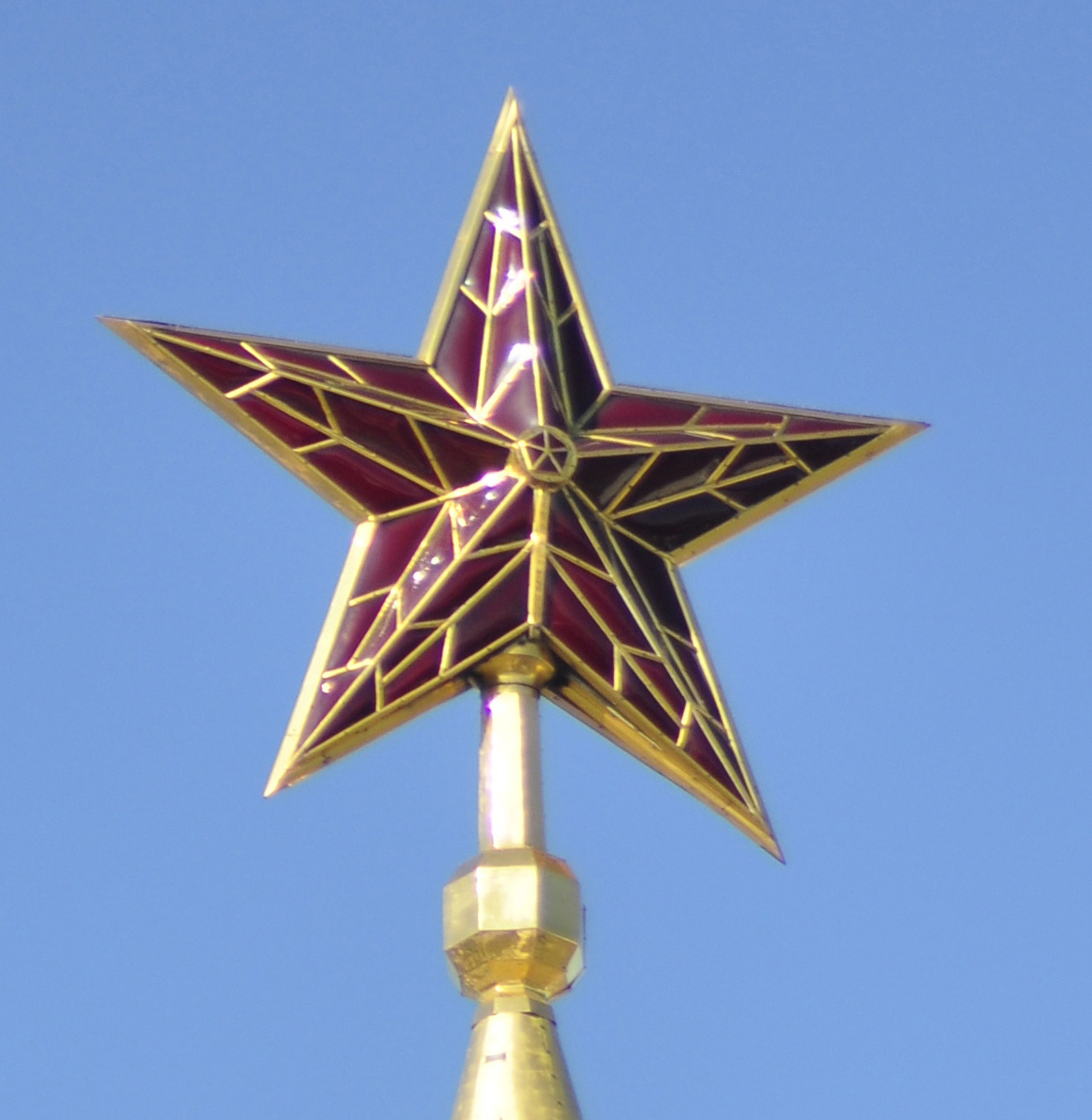
Étoile rouge lumineuse du Kremlin, Moscou, (1937)
Drapeau de l'URSS (1924–1991).
Drapeau de la marine soviétique.
Pavillon de combat de la marine soviétique (1932—1964).
Drapeau de l'armée de terre soviétique.
Drapeau de l'aviation soviétique.
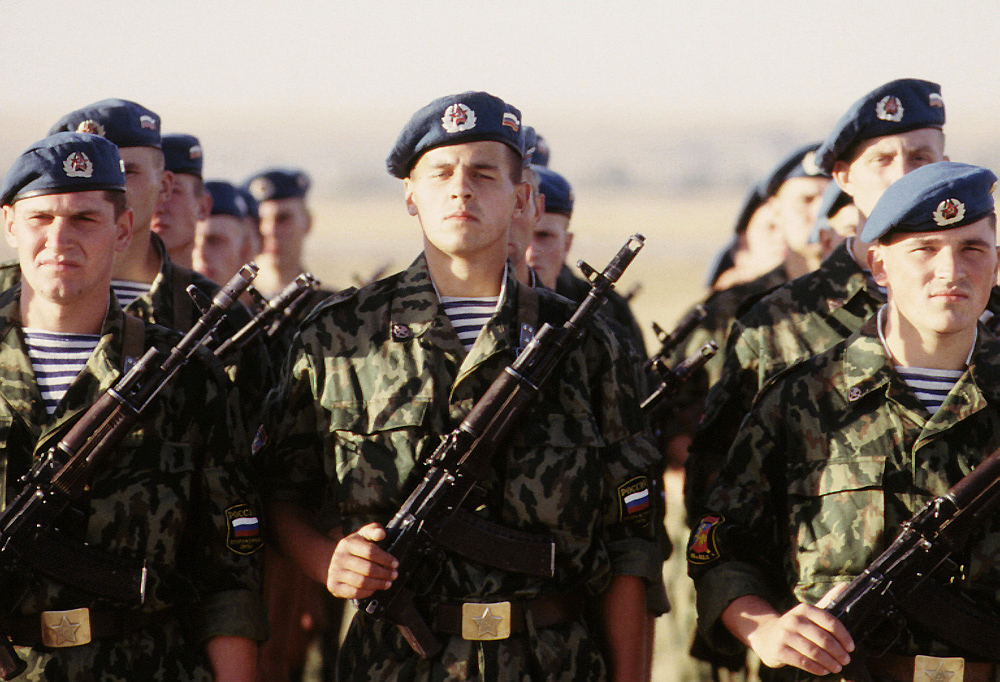
Les troupes aéroportées russes arborant l'étoile rouge en 1999.
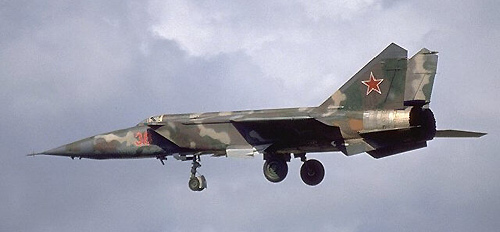
Avion de combat soviétique arborant l'étoile rouge.
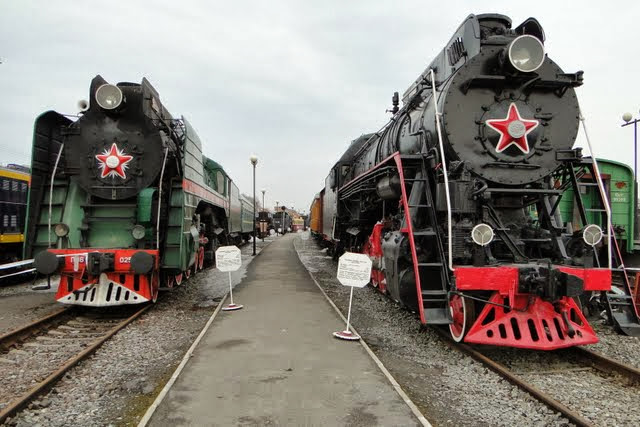
Locomotives à vapeur soviétiques (années 1940).
Emblème de la République populaire de Croatie pendant la Seconde Guerre mondiale (1943-1945).
Drapeau de la Yougoslavie communiste (1945–1992).
Armoiries de la Yougoslavie communiste (1946–1992).
Armoiries communistes de Trieste, 1946.
Armoiries (1966–1989) de la Roumanie communiste.
Armoiries (1971–1990) de la Bulgarie communiste.
Drapeau de l'Albanie communiste (1946–1992).
Armoiries du Laos communiste (1975-1991).
Drapeau du Bénin pro-soviétique (1975–1990).
Armoiries du Bénin pro-soviétique (1975–1990).
Drapeau de la Fraction Armée Rouge.
Armoiries de l'URSS (1958–1991).
Armoiries de la RSFS de Russie
Armoiries de la RSS d'Azerbaïdjan.
Armoiries de la RSS de Biélorussie
Armoiries de la RSS d' Estonie
Armoiries de la RSS de Géorgie
Armoiries de la RSS kazakhe
Armoiries de la RSS kirghize
Armoiries de la RSS de Lettonie
Armoiries de la RSS de Lituanie
Armoiries de la RSS d'Ouzbékistan
Armoiries de la RSS du Tadjikistan
Armoiries de la RSS du Turkménistan
Armoiries de la RSS d'Ukraine
Armoiries de la RSS de Moldavie

## Drapeaux et emblèmes en cours (2018)

Drapeau des forces armées russes depuis 2003.
Idem, revers.
Drapeau des Forces armées kazakhes.
Armoiries de la Biélorussie depuis 1995.
Armoiries de la République russe du Dniestr (depuis 1991).
Drapeau de la République russe du Dniestr (depuis 1991).
Armoiries de la Corée du Nord depuis 1948.
Drapeau de la Corée du Nord depuis 1948.
Drapeau de Djibouti depuis 1977.
Drapeau du Zimbabwe depuis 1980.
Armoiries du Zimbabwe depuis 1980.
Armoiries de la Nouvelle-Zélande depuis 1956.
Armoiries du Mozambique depuis 1990.
Drapeau de l'Algérie depuis 1962.
Drapeau du Sahara occidental depuis 1976.
Drapeau de la Tunisie depuis 1999.
Armoiries de la Tunisie depuis 1989.
Drapeau de la Turquie depuis 1924.
Drapeau de la partie turque (occupée) de Chypre.
Drapeau du PKK kurde.
Drapeau de la guérilla zapatiste (Mexique).
Drapeau de la Nouvelle-Zélande depuis 1902.
Drapeau de la marine néo-zélandaise depuis 1902.
Drapeau de Panama depuis 1903.
Estelada roja de la Catalogne.
Estreleira de la Galice.
Arbonaida de l'Andalousie.
Drapeau de la Fédération indienne de la jeunesse démocratique.
Pavillon du Secrétaire d'État à la force aéronavale (États-Unis).
Drapeau de Washington (capitale des États-Unis).
Drapeau de la Californie depuis 1911.
Drapeau de Birmingham (Alabama).
Drapeau de l'État d'Acre (Brésil).
Héraldique du Moríñigo.
Drapeau de la Préfecture d'Hokkaidō (Japon).
Drapeau de la ville de Nagasaki (Japon).
Héraldique de Ħal Għargħur (Malte).
Drapeau du canton du Valais (Suisse).
Armoiries du Canton du Valais.
Héraldique de la ville de Crain (France).
Héraldique de la ville de Chauriat (France).

## Décorations

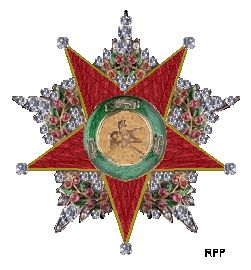
Ordre Şeyhad nisani de l'Empire Ottoman, 1878.
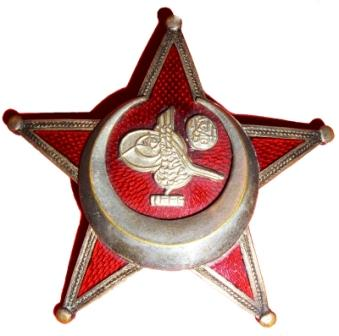
Étoile de Gelibolu, Empire ottoman, 1915
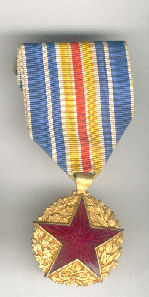
Insigne des blessés militaires, France, 1915.
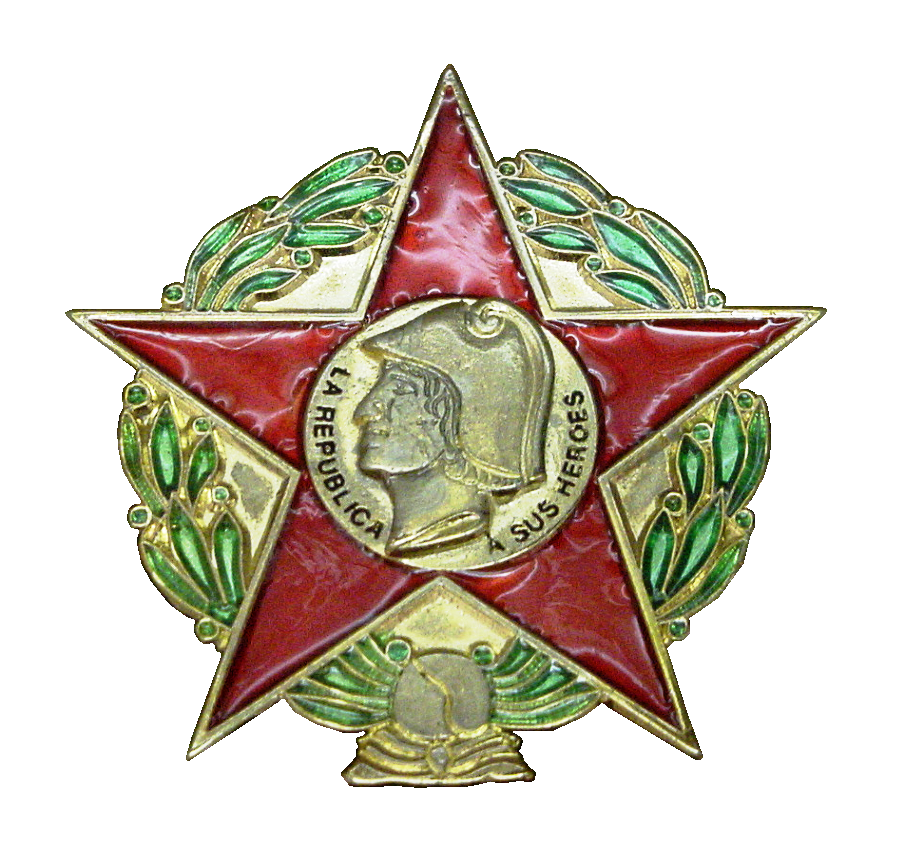
Placa Laureada de Madrid de la Seconde République espagnole (1937-1939).
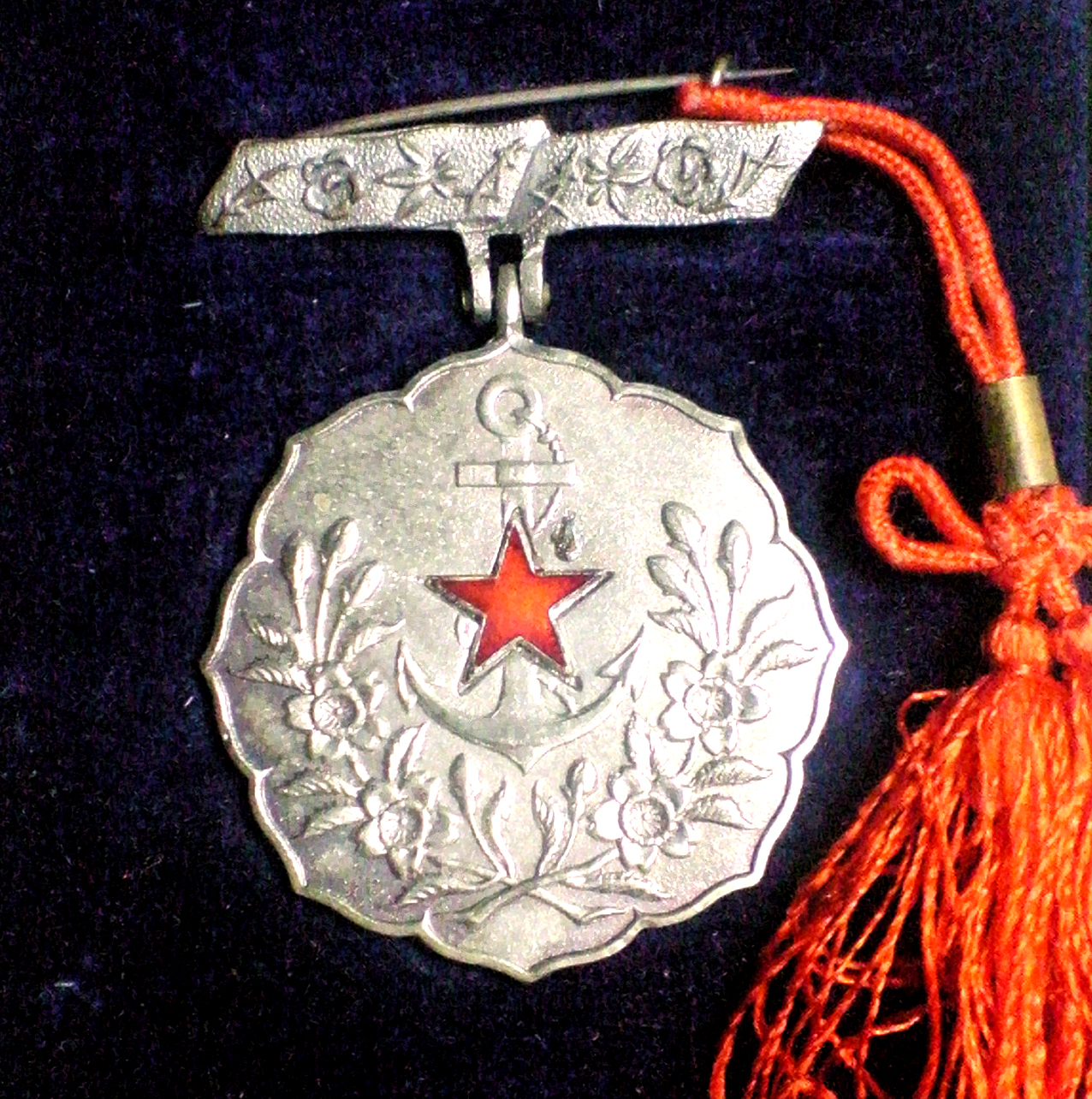
Médaille du mérite de l'Association patriotique des femmes de marins, Japon, 1940.
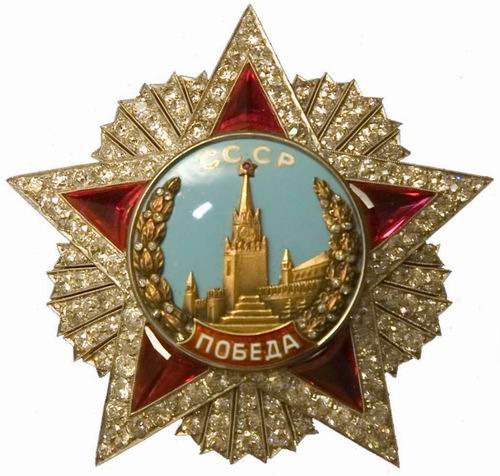
Ordre soviétique de la Victoire, 1945.
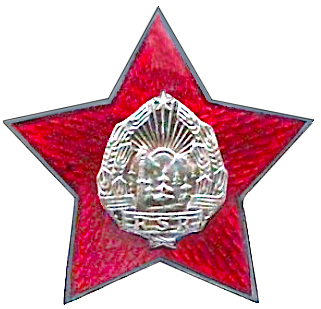
Ordre de la Défense de la Patrie, République socialiste de Roumanie, 1975.

## Logos sportifs

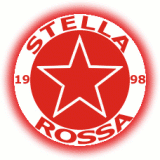
Logo du club « Stella Rossa », Autriche.
Logo du PFC CSKA Sofia, Bulgarie.
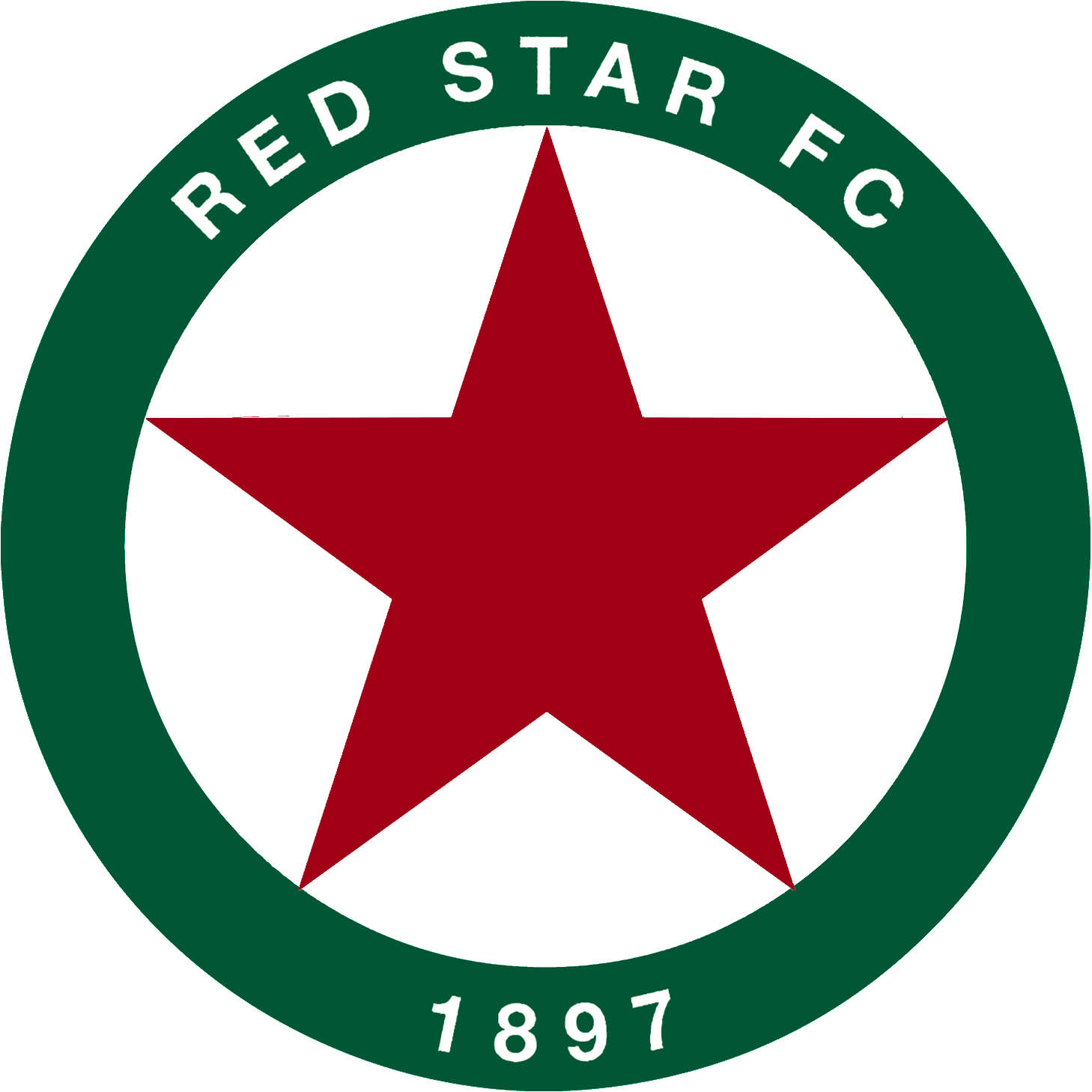
Logo du Red Star Football Club, Saint-Ouen, France.
Logo du San Diego Yacht Club.

## Logos commerciaux

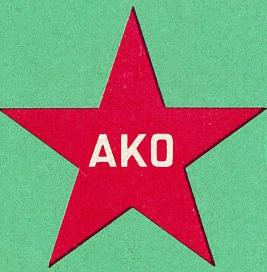
Étoile rouge des boîtes soviétiques de Crabe royal du Kamtchatka
Logo de Macy's.
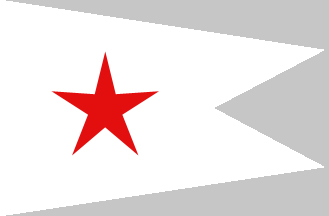
Drapeau de la compagnie de navigation Red Star Line (États-Unis).
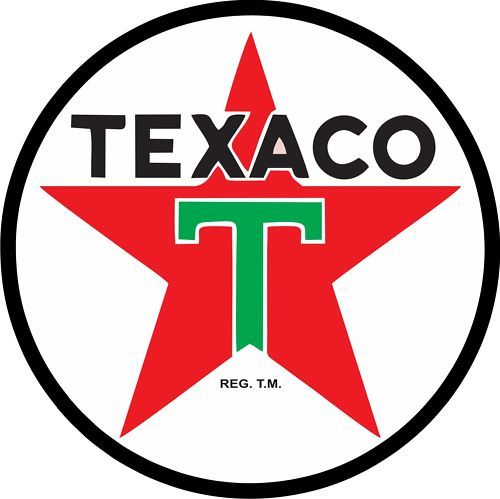
Logo de la compagnie pétrolière américaine Texaco, environ 1913.
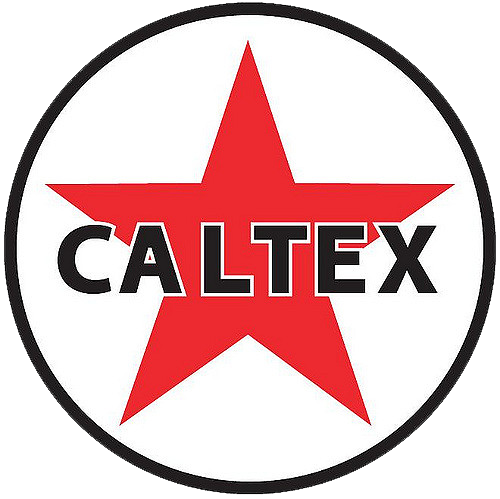
Logo de la compagnie pétrolière américaine Caltex, environ 1936.
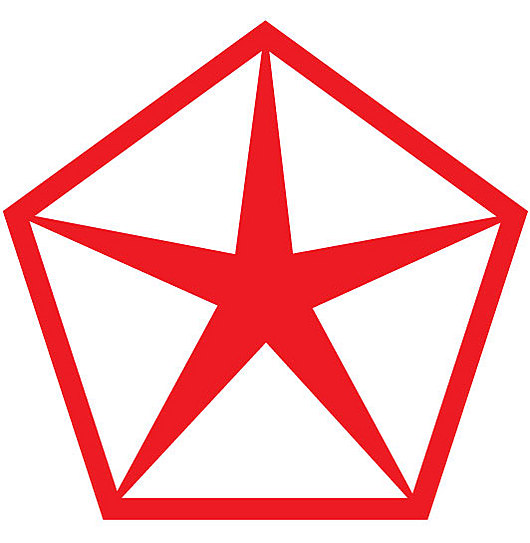
Logo de Chrysler.
Logo de la compagnie aérienne Jetstar.